# Ramzi Abed
Pour l’article homonyme, voir Abed.
Ramzi Abed, né le 5 mars 1973, est un compositeur de musique, réalisateur, producteur et scénariste américain. Il est membre du groupe d'électro organic Elektracity et créateur de Bloodshot Pictures.

## Biographie
Son court métrage The Tunnel fut sélectionné dans différents festivals de film[réf. nécessaire].

## Filmographie
- 1998 : Nobody (court métrage 16 min)
- 1999 : Waking (court métrage 9 min)
- 2000 : The Interview (court métrage 8 min)
- 2001 : The Tunnel (court métrage 35 min) avec Casey Wickson, Patricia Campbell, Lloyd Kaufman
- 2003 : Clay Fields avec Eric Fleming, Heather Bohlmann
- 2005 : Upside Downtown avec Eric Fleming, Masuimi Max (es)
- 2007 : The Devil's Muse  film sur Le Dahlia noir avec Kristen Kerr
- 2008 : Slumber Party Slaughterhouse: The Game (jeux vidéo) (post-production)
- 2009 : In a Spiral State (2009) (post-production)